# Собор Афанасия и Кирилла (Ярославль)
Собор Афанасия и Кирилла — православный храм в историческом центре Ярославля, в Спасо-Афанасиевском мужском монастыре. Освящён в честь святых Афанасия и Кирилла Александрийских.

## История
Время основания храма неизвестно. Первое сохранившееся косвенное упоминание относится к 1570 году, в нём сообщается о игумене Кирилло-Афанасиевского монастыря Вассиане. В купчей от 20 апреля 1602 года сообщается, что Третьяк Перфильев Переславцев продал за полтину денег «земли своее к Офанасью святому и Кириллу александрийских чудотворцев игумену Тихону от моево, от Третьякова, частокола вдоль по Пробоиные улицы по горничный угол по старой пень».
В 1612 году в часовне рядом с храмом Афанасия и Кирилла, ещё деревянным, была обретена чудотворная икона Спаса Нерукотворного, ставшая одной из важнейших святынь Ярославля. В её честь рядом была возведена обыденная церковь, впоследствии получившая название Спасо-Пробоинская. С тех пор история Кирилло-Афанасиевского храма и монастыря хорошо известна. Недостаток более ранних упоминаний о монастыре привёл к, вероятно, ошибочному мнению ряда историков о том, что до 1612 года церковь была приходской.
В 1658 году храм со всеми остальными постройками монастыря сгорел в очередном ярославском пожаре и в 1664 году по благословению митрополита Ионы Сысоевича был возведён в камне. По окончании строительства храм был украшен росписями, над которыми работали мастера из Москвы. В 1676 году к северному фасаду церкви пристроили тёплый храм с колокольней, посвящённый Алексию Московскому.
В пожаре 1768 года сгорели кровля, купола и крыльцо храма. Во время восстановительных работ была поновлена живопись, первоначальный каменный иконостас заменён резным деревянным.
В 1825 году большесельский мещанин Константин Требников выполнил для церкви Афанасия и Кирилла новый иконостас, а ярославец Александр Чарышников позолотил его. В 1831 году тёплый храм расширили и украсили живописью, росписи в нём исполнил живописец Тимофей Медведев. Одноярусную колокольню над папертью тёплой церкви разобрали и возвели новую над крыльцом холодного храма. В ней установили 7 колоколов, среди которых был 115‑пудовый колокол из упразднённого Борисоглебского прихода, а также колокол, пожертвованный царём Михаилом Фёдоровичем, с надписью кругом по голове «1630 г. Soli Deo gloria».
В 1857 году была устроена богатая серебряная риза для почитаемого образа Алексия, митрополита Московского, находившегося в тёплом храме.
В 1903 и 1907 годах в церкви проводились ремонтные работы на средства Фёдора Евграфовича Вахрамеева, Алексеевский храм был вновь расширен и украшен живописью. В 1912 году на пожертвования Александра Ивановича Вахромеева была поновлена настенная живопись художником Михаилом Дикаревым.
В 1918 году храм пострадал в результате артиллерийского обстрела города коммунистами. В 1925-м советские власти закрыли монастырь, в церкви разместили производственное предприятие. В 1930-х разобрали колокольню.

## Современное состояние
В 2007 году храм Афанасия и Кирилла был передан Русской православной церкви и по решению архиепископа Ярославского и Ростовского Кирилла стал семинарским. К тому времени он находился в аварийном состоянии, внутри были сделаны перестройки и перегородки, росписи закрашены краской, окна и двери были выбиты, всюду громоздились груды мусора. Первым удалось расчистить и отреставрировать придельный храм во имя Алексия Московского, с 31 января 2008 года в нём возобновили регулярные богослужения.
С 2009 года храм вновь стал собором воссозданного Афанасиевского монастыря. В 2010 году была частично отремонтирована кровля и укреплён фасад храма. В 2017—2018 годах воссоздана колокольня.

## Архитектура
Собор Афанасия и Кирилла — бесстолпный двухъярусный четверик на подклете, перекрытый коробовым сводом. Сложен из большемерного керамического кирпича. С востока замыкается двумя разновеликими апсидами главного алтаря. Увенчан одной чешуйчатой луковичной главой с глухим барабаном, декорированным узорами из тёсанного кирпича. С запада к четверику примыкает галерея с крыльцом «на отлёте», их коробовые арки были заложены при реконструкции в XIX веке. Над крыльцом построена двухъярусная колокольня в стиле барокко, плохо гармонирующая с традиционной русской архитектурой храма. С северной стороны пристроен одноярусный придельный храм на подклете, увенчанный луковичной главкой, с алтарной апсидой в одном уровне с апсидами основного храма. С западной стороны к приделу и крыльцу пристроено двухэтажное здание XIX века.
| Храм до возвращения верующим | Вид в 2012 году | Вид с запада после реставрации | Вид с востока после реставрации |